# 马尔库·尼尼迈基
马尔库·尼尼迈基（芬蘭語：Markku Niinimäki，1967年—），芬兰男子田径运动员。他曾代表芬兰参加2004年和2008年夏季残疾人奥林匹克运动会田径比赛，获得一枚金牌、一枚银牌和一枚铜牌。